# Каліфорнійський ховрах
Каліфорнійський ховрах (Otospermophilus beecheyi), також відомий як ховрах Бічі, це поширений і легкий для спостереження ховрах заходу США та півострову Каліфорнія; також поширений в Орегоні та Каліфорнії та ареал відносно недавно поширився на штат Вашингтон та північний-захід Невади. Раніше цей вид був розміщений в Spermophilus, як Spermophilus beecheyi та був перекласифікований в Otospermophilus в 2009 так як стало ясно, що Spermophilus не є природною (монофілетичною) групою. Повний видовий звіт був опублікований для цього виду в 2016.

## Етимологія
Джон Річардсон (John Richardson), який вперше описав вид як Arctomys (Spermophilus) beecheyi, або "бабак Бічі", названий в честь Фредеріка Вільяма Бічі (Frederick William Beechey), який на початку 19 століття був Британським дослідником та морським офіцером.

## Опис

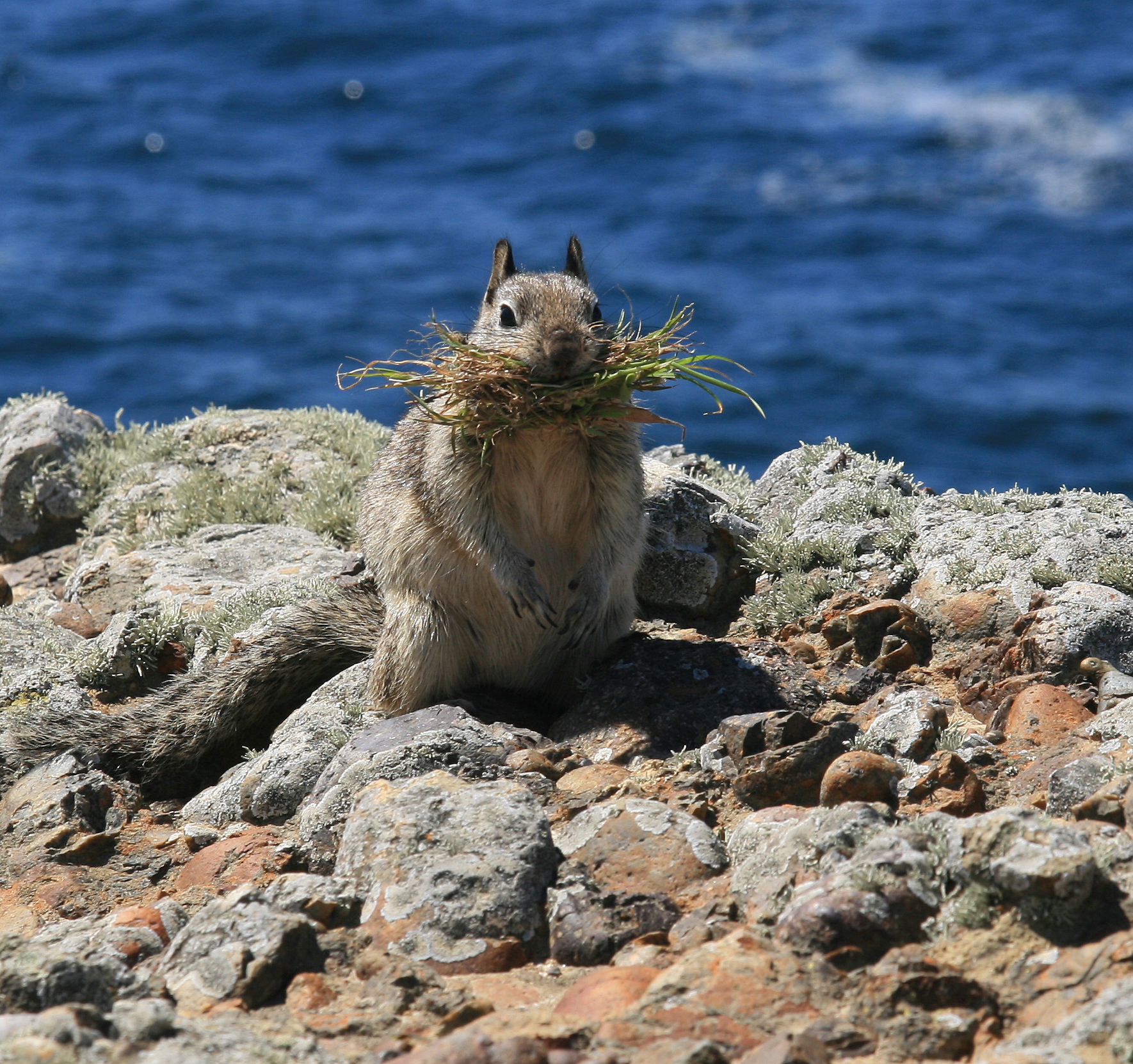
Каліфорнійський ховрах в Поінт Лобос (Point Lobos)

Верхня частина ховраха строката, колір шерсті складається з суміші сірого, світло коричневого та темних волосків. Плечі, шия та боки світло сірі. Шерсть навколо очей білувата. Низ світліший - жовтувато-бежевого кольору. Голова та тіло приблизно 30 см довжиною та додатково хвіст 15 см. Їх вага від 280 до 738 г. Хвіст як для ховраха досить кущистий та на перший погляд цього ховраха можна сприйняти за Sciurus niger.
Каліфорнійський ховрах живе в норах, які вони викопують власноруч. Деякі нори зайняті суспільно, але кожен ховрах має власний вхід. Також вони легко приручаються в місцях які використовують люди і швидко вчаться брати їжу, залишену або запропоновану людьми, що прийшли на пікнік. Ховрахи проводять більшість часу в межах 25 м від своєї нори і рідко переходять більше 50 м від неї.
В холодніших частинах ареалу, каліфорнійський ховрах впадає в зимову сплячку на декілька місяців, але в ареалах де зима зазвичай безсніжна - більшість ховрахів активні цілий рік. В регіонах зі спекотним літом ховрахи можуть впадати в літню сплячку на декілька днів.
Каліфорнійський ховрах часто визнається шкідником для садів та парків, тому що вони можуть поїдати декоративні рослини та дерева. Вони зазвичай харчуються насінням, таким як овес, але також їдять комах (цвіркуни та коники), різноманітні плоди.
Зубна формула  Otospermophilus beecheyi 1/1: 0/0: 2/1: 3/3 = 22.

## Життєвий цикл
Шлюбний сезон у каліфорнійського ховраха ранньою весною і ,як правило,триває тільки декілька тижнів. Самиці можуть спарюватися з декількома партнерами і у дитинчат в одному приплоді можуть бути різні батьки. Каліфорнійський ховрах дає один приплід з 5-11 дитинчатами в рік, а вагітність триває приблизно місяць. Дитинчата відкривають очі у віці 5 тижнів і стають статевозрілими у віці одного року. 
Забарвлення молодняку трохи світліше ніж у дорослих ховрахів і строкатість проявляється на 8 тижні життя - коли вони покидають нори. Каліфорнійський ховрах може жити до 6 років.

## Харчування

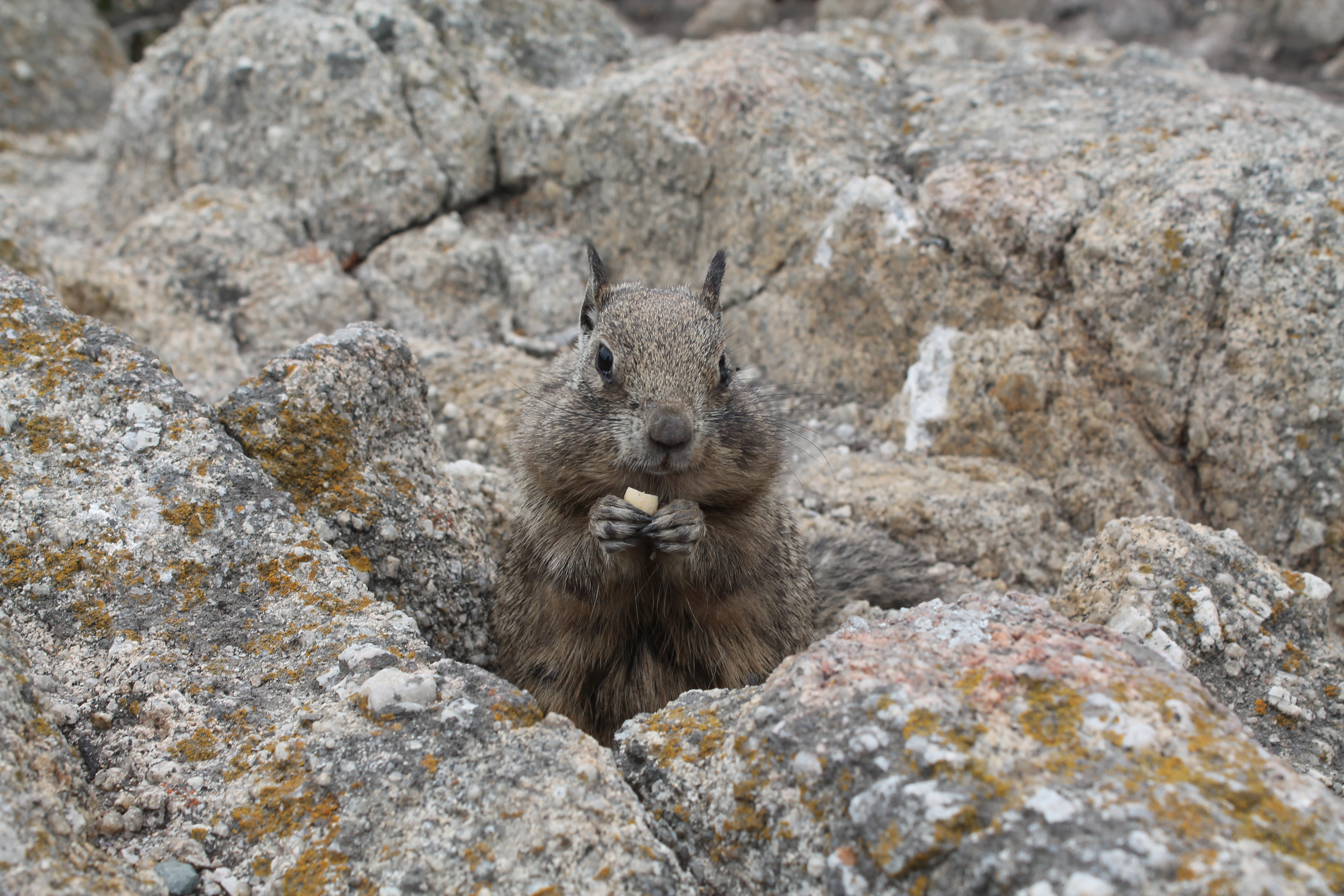
Каліфорнійський ховрах їсть арахіс в Asilomar State Beach в Монтерей, Каліфорнія.

Каліфорнійські ховрахи використовують свої щокові мішечки для зберігання більше їжі, чим можна з'їсти за один раз. Вони використовують свою щокові мішечки для зберігання їжі яку вони з'їдять пізніше. Дієту ховрахів складається переважно з рослинної їжі: насіння, зерно, горіхи, плоди та іноді корінці.

## Хижаки
На каліфорнійських ховрахів часто полюють гримучі змії. Також на них полюють орли, єноти, лиси, борсуки та ласки. Дослідження Університету Каліфорнії у Девісі з 1970-х років показали, що ховрахи використовують різноманітні техніки для захисту від гримучої змії. Деякі популяції каліфорнійських ховрахів мають різний рівень стійкості до отрути гримучої змії у дорослих. Самиці ховрахів, які ростять дитинчат, пережовують скинуту шкіру гримучих змій, а потім вилизують себе та дитинчат (які у віці до місяця вразливі до отрути), щоб замаскувати запах. Кидання піском та інші способи дратування провокують гримучу змію трусити хвостом, що дозволяє ховраху оцінити розмір та рівень активності (залежить від температури крові) змії.
Інша стратегія - коли білка нагрівається та обмахується хвостом. Коли гримучі змії полюють, в першу чергу вони покладаються на свій термочутливий орган, який виявляє інфрачервоне випромінювання. Розмахування розігрітим хвостом подає повідомлення "Я не загроза, але я занадто великий і швидкий, щоб ти зміг вполювати мене". Ці дві стратегії протистояння відволікають змію від будь-яких сусідніх ховрахових нір, в яких знаходяться дитинчата.
Помахування хвостом допомагає ховраху стримати зміїну атаку. Було показано, що змії напали на ховрахів, які махали хвостом на меншій відстані, ніж ті, що цього не робили, і більшість цих ховрахів, що махали хвостом, успішно ухилялися від цих атак. Це успішне ухиляння, разом з фактом, що дорослі ховрахи більші за дитинчат, допомагає стримати хижаків, дослідження показали, що гримучі змії в 1.6 разів більше стримуються від атаки на цій території після зустрічі з дорослим ховрахом. У 30 із 45 взаємодій зі зміями, махання хвостом ховраха зупиняло змію на шляху і ховрах встигав втекти до того, як змія вирішувала атакувати знову і це показує що ця тактика стримує хижацькі атаки з боку гримучих змій. Це пов'язано з тим, що дорослі білки пильні та виглядають більш загрозливіше, а також тим що вони більш успішно ухиляються від атак змії. Також вони можуть використовувати свою техніку махання хвостом для подачі сигналу іншим ховрахам, що наближається гримуча змія або інший хижак. Хоча було виявлено, що ховрах також проявляє таку поведінку махання хвостом, коли немає хижака, вони швидше і довше махають хвостом, коли помічають хижака або в районі, де хижак нещодавно був помічений.
Пильна і уважна поведінка ховрахів -  це також захисний механізм від хижаків. На додачу до махання хвостом, ховрахи ще більш пильні на території де нещодавно був помічений хижак, чим там де хижаків не було помічено. Якщо ховрах знає, що перебуває в районі, де недавно були гримучі змії, ховрах приділяє більше часу настороженості та пошуку хижаків, ніж полюванню та видобутку їжі, ніж у середовищі, де вони не вірять, що є хижаки.
Було виявлено, що ці пильні ховрахи мають швидший час реакції на подразники від хижака і стрибають вище і далі, ніж ховрах, яка не був таким пильним. В ході модельованого дослідження навколишнього середовища 60% ховрахів, які опинилися в середовищі де була недавня зустріч зі змією, виявляли ухильну стрибкову поведінку, що відштовхувало їх далі від нападників. 20% ховрахів проявляли таку поведінку при первинній зустрічі зі змією, і приблизно 5% ховрахів проявляли таку поведінку, коли змії не було і не було виявлено загрози. Це показує, що ховрахи більш пильні, пильні та готові до нападника після того, як його недавно бачили.